# Loi d'orientation foncière
Promulguée le 30 décembre 1967, la loi n° 67-1253 d’orientation foncière (LOF) a établi en France les principaux documents d’urbanisme qui ont servi à l’aménagement local : plan d'occupation des sols (POS), schéma directeur d'aménagement et d'urbanisme (SDAU), remplacé ultérieurement par le Schéma directeur, taxe locale d'équipement, Coefficient d'occupation des sols (COS) et Zone d'aménagement concerté (ZAC).
Codifiée dans le Code de l'urbanisme comme toutes les grandes lois concernant ce domaine, et souvent amendée, ses dispositions ont été profondément transformées par la « loi relative à la solidarité et au renouvellement urbains » (loi SRU) du 13 décembre 2000, qui instaure notamment les plans locaux d’urbanisme (PLU) et les schémas de cohérence territoriale (SCoT) en lieu et place des POS et des schémas directeurs.